# Flugplatz Skógasandur

i8
i11
i13
Der Flugplatz Skógasandur (ICAO-Code: BISK) liegt im Süden von Island bei dem Ort Skógar in der Gemeinde Rangárþing eystra.
Wo der Skógavegur  nach Norden von der Ringstraße  zum Ort abzweigt, liegt der Flugplatz auf der gegenüberliegenden Seite der Straße und parallel zu dieser.
Bis in die 1970er Jahre landeten hier Flugzeuge des Flugfélag Íslands ein- bis zweimal wöchentlich auf ihrem Flug zu den Vestmannaeyjar.
Der Flugplatz wurde etwa 1949 mit einer 800 m langen Start- und Landebahn angelegt.
1965 wurde er mit den Maßen 1585 × 54 m und der Richtung NW/SO verzeichnet.
In den 1970er Jahren wurde er auch für Krankentransportflüge genutzt.
Jetzt ist er bei der isländischen Flugverwaltung Isavia mit einer Schotter-Landebahn 12/30 mit 1165 × 27 Metern angegeben.